# Lijst van televisieprogramma's op VRT-kanalen
Dit is een alfabetische lijst van tv-programma's die tussen 1953 en 2024 op de "volwassen" televisiekanalen van de Vlaamse Radio- en Televisieomroep (VRT 1 en Canvas) te zien waren.
De jaartallen tussen haakjes geven aan wanneer het programma oorspronkelijk te zien was. Het is dus mogelijk dat na een vermelde periode nog herhalingen van het programma worden of werden uitgezonden.

## 1-9
- 12 In 40
- 0032
- 16+
- 1 jaar gratis
- 1 voor iedereen
- 100 jaar zesdaagse
- 1000 Seconden
- 1000 zonnen (aanvankelijk: 1000 zonnen en garnalen)
- 2xEnkel
- #weetikveel

## A
- ABC-auto
- A Touch of Frost
- Aan tafel
- Achter de feiten
- Afrit 9
- Airline USA: On the Fly
- Albert II
- Albatros
- Alfa Papa Tango
- Alle Maten
- Alle Vijf
- Alleen Elvis blijft bestaan
- Allemaal beestjes
- Alles kan beter
- Alles komt terug
- Alles Uit De Kast
- Alles voor de koers
- Alles voor de Show
- 'Allo 'Allo!
- Als de dijken breken
- Als God in Frankrijk
- Als je haar maar goed zit!
- Als je ons kan horen
- Als 't maar beweegt
- Andermans zaken
- Animalitis
- Annie M.G.
- Arcadia
- Argus
- Around the World in 80 Gardens
- Arm & Rijk
- Atlas
- Axel Nort

## B
- Baantjer
- Band of Brothers
- Baptiste
- Barraka
- Bart & Siska
- Baksteen In De Maag
- Beau Séjour
- Belga Sport
- Ben en de Belgen
- Beroepen Zonder Grenzen
- Beschuldigde, sta op
- Beste vrienden
- Biebabeloela
- Bingo
- Bingovision
- Binnen en Buiten
- Birth Day
- Black-out
- Bleak House
- Blinde Vinken
- Blokken (1994-heden)
- Blood, Sweat and Luxuries
- Bobbytrap
- Boeketje Vlaanderen
- Boemerang
- Boost
- Boulevard
- Bracke & Crabbé
- Breaking Bad
- Brothers & Sisters
- Brussel Nieuwsstraat
- Buiten De Zone
- Buurman, wat doet u nu? (2016-heden)
- Bye bye mama

## C
- Café Corsari
- Canzonissima
- Caravans
- Carolientje en kapitein Snorrebaard
- Chambres d'Amis
- Château Planckaert
- Chester Zoo
- Chez Margriet
- Choit Naturel
- Churchill's Darkest Moments
- Circus Rondau
- Cinemanie
- Clips
- Chrash Zone
- Classique Gilbert
- Cobra TV
- Coda
- Comedian vindt werk
- Comedy Casino
- Come Fly With Me
- Complot
- Coninckx & Van Wijck
- Container
- Convoi exceptionnel
- Cookery School
- Copy beest
- Cordon Bleu
- Coupe Margriet
- Curieuzeneuze

## D
- Dagelijkse kost (2010-heden)
- Dag Sinterklaas
- Dalziel and Pascoe
- DamesDubbel
- Dans Mondial
- dasbloghaus.tv
- David de Kabouter
- Debby & Nancy's happy hour
- Delphine: mijn verhaal
- Dertigers
- De aarde vanuit de hemel
- De Allerslimste Mens ter Wereld
- De allesweter
- De Bedenkers
- De bende van Wim
- De Biker Boys
- De Bleekweide
- De Blije Boodschap
- De Blote Belg
- De Boomhut
- De Boerenkrijg
- De bossen van Vlaanderen
- De bovenste plank
- De Campus Cup
- De Canvascrack
- De cel vermiste personen
- De Chriscollectie
- De club
- De Collega's
- De Columbus
- De Commissie Wyndaele
- De dag van vandaag
- De drie wijzen
- De Droomfabriek
- De fiscus
- De generatieshow
- De Goof Troop
- De Gong-Show
- De Grootste Belg
- De Grote Geschiedenisshow
- De Grote Oversteek
- De helden van Arnout
- De Hitkwis
- De Indringer (miniserie naar de film)
- De IQ-Kwis
- De jaren stillekes
- De jaren 80 voor tieners
- De Kat
- De Kemping
- De kinderpuzzel
- De Kip of het Ei
- De Klas
- De klas van Frieda
- De Kop van Jut
- De laatste ronde
- De laatste show
- De Laatste Week
- De Lage Landen
- De leukste eeuw
- De Leeuwenkuil
- De Leeuw in Vlaanderen
- De Muziekdoos
- De Mol
- De moeder van mijn dochter
- De naaktkalender
- De Nationale Test
- De neus van Pinokkio
- De Nieuwste Quiz
- De Niks voor Niks Show
- De noodcentrale (2016-heden)
- De noodcentrale Amerika
- De Notaris
- De Notenclub
- De Olympische Droom
- De Omgekeerde Show
- De Opkopers
- De Pappenheimers
- De Paradijsvogels
- De Parelvissers
- De peulschil
- De playlist
- De Pré Historie
- De Premiejagers
- De Premiejagers Deluxe
- De Provincieshow
- De Quizmaster
- De Rechters
- De rechtvaardige rechters
- De Rederijkers
- De Ridder
- De Rode Loper
- De Ronde
- De Saga van Oberon
- De school van Lukaku
- De Slimste Mens ter Wereld
- De show van het jaar
- De Smaak van De Keyser
- Desperate Housewives
- De Tabel van Mendelejev
- De Tekstbaronnen
- De televisieroute
- De Thuisploeg
- De tijd van ons leven
- De Topcollectie van ...
- De veiligheid van het land (2019)
- De Vijfhoek
- De vloek van Vlimovost
- De vrije markt
- De wet van Murphy
- De wet van Wyns
- De XII werken van Vanoudenhoven
- De Zaak Alzheimer (miniserie naar de film)
- De zevende dag
- De Zondagsvriend
- De zoo: achter de schermen
- De zussen van mijn dochter
- Dieren in nesten
- Dierenkliniek
- Dierenziekenhuis
- Dikke Vrienden
- Dilemma
- Dit leuke land
- Document
- Doe de Stemtest
- Doe het licht maar aan
- Doe mee
- Dog Rescue
- Dokter voor morgen
- Dolle dinsdag
- Dolmen
- Donderen in Keulen
- Doodgraag leven
- Downton Abbey
- Dubbelleven
- Dublin Zoo
- DuckTales
- Duel
- Durf te vragen
- Duts
- Draagmoeders
- Dwars door ...
  - België
  - De Lage Landen
  - De Middellandse zee

## E
- Echo
- Een kwestie van geluk
- Een simpel plan
- Eeuwige roem
- Eigen kweek
- Elektron
- Elisabeth Live
- Emma
- Ergens onderweg
- Eurosong
- Eurovisiesongfestival
- Eurosong For Kids / Junior Eurosong / Eurokids
- En daarmee basta!
- Extra Time

## F
- Fabian van Fallada
- Fabriek Romantiek
- Factcheckers
- Fanclub
- Fans
- Fans of Flanders
- Fata Morgana
- F.C. De Kampioenen
- Felice!
- Felice's Feestcomité
- Flikken
- Flikken Maastricht
- Film Fabriek
- First Dates (Teens)
- Fort Boyard
- Franse tuinen
- Freddytex
- Frontlijn

## G
- Galaxy Park
- Geen Zorgen tot Paniek
- Geert Hoste ... (eindejaarsconférences)
  - staat model
  - en het jaar van de Aap
  - en het jaar van de Haan
  - en het jaar van de Hond
  - en het jaar van het Zwijn
  - en het jaar van het Geit
  - en het jaar van de Buffel
  - en het jaar van de Tijger
  - en de lopende zaken
  - in Wonderland
  - in het nieuwe Koninkrijk
  - in een land vol vlaggen
- Gentse Waterzooi
- Gevoel voor tumor
- Gisteren Gekeken
- Ghost Rockers
- Goed Volk
- God en klein Pierke
- Goeie Vrijdag
- Goesting
- GoGoGo
- Goudkoorts
- Goudvis
- Groeien & Bloeien
- Groenland
- Guernsey Hospital

## H
- Half uur natuur
- Halleluja!
- Hallo televisie!
- Hartelijke groeten aan iedereen
- Helden
- Helden van de lach
- Herexamen
- Het Bourgondisch complot
- Het ei van Christoffels
- Heterdaad
- Het ABC van de computer
- Het ABC van de VRT
- Het collectief geheugen
- Het Eiland
- Het Geslacht De Pauw
- Het Gezin
- Het goeie leven
- Het hoogste bod
- Het Huis
- Het huis van wantrouwen
- Het Journaal
- Het Journaal Laat
- Het leven zoals het begint
- Het leven zoals het begint: Bis
- Het leven zoals het is ...
  - Autorijschool
  - OCMW
  - Kinderkliniek
  - Politie
  - Luchthaven
  - Camping
  - De Ring
  - Hotel
  - Spoedgevallen
  - De Marollen
  - Prinsenverkiezing
  - Adoptie
  - Maneblussers
  - Kinderziekenhuis
  - Hulp aan huis
  - Planckendael
  - Inspecteurs
  - De ring - 1 jaar later
  - Brandweer
  - Vissershaven
- Het mysterie van Avignon
- Het Park
- Het Perfecte Koppel
- Het Peulengaleis
- Het Pleintje
- Het Programma van Wim Helsen
- Het Rapport Quisquater
- Het Rapport Zeewater
- Het Rob-rapport
- Het Scheldepeloton
- Het Schildpadplein
- Het Spiegelpaleis
- Het Swingpaleis
- Het verloren voorwerp
- Het Weer
- Het Zomert Met ...
- Hier spreekt men Nederlands
- Hij komt, hij komt... De intrede van de Sint
- HijZij
- Histories
- Hitkracht
- Hitparty
- Hoe?Zo!
- Hoe is het zover kunnen komen?
- Hof van Assisen
- Hoger, lager
- Hondersteboven
- Hotel Americain
- Hotel Hotel
- Hotel M
- How to Get Away with Murder
- Huisje Weltevree

## I
- Iedereen beroemd (2012-heden)
- Iedereen Duivel
- IJsbreker
- Ik leef verder
- Ik zie je graag
- In Alle Staten
- In de ban van Urbanus
- In de gloria
- In de mix
- Incredibile
- In de ban van Tsjernobyl
- In Godsnaam
- Inside Gatwick
- Inspector Morse
- In Vlaamse velden
- Is er een dokter in de zaal?
- Italiaanse tuinen

## J
- Jamie's American Road Trip
- Johan en de Alverman
- Johnnywood
- Junior Eurovisiesongfestival
- Junior Eurosong / Eurosong For Kids / Eurokids
- Junior op zoek naar de liefde

## K
- Kalmte Kan U Redden
- Kameleon
- Kampioenenjaar
- Kapitein Zeppos
- Katarakt
- Kaviaar met Pruimen
- Kemphanen
- Keromar
- Kiekens
- Kijk eens op de doos
- Kijk Uit!
- Kilimanjaro (televisieprogramma)
- Kinderen van Dewindt
- Kinderen Baas
- Kinderziekenhuis 24/7
- Kingdom
- Klant of Koning?
- Klein Klein Kleutertje
- Klimop
- Konfrontatie
- Kongo
- Koppen
- Koppen justitie
- Koppensnellers
- Koppen XL
- Krokant
- Klein Londen, Klein Berlijn
- Kulderzipken
- Kunstzaken
- Kwesties
- Kwidam
- Kwizien

## L
- Laat
- La Main Blanche
- Land in de Kering
- Langs de Kade
- Lava
- Law & Order: UK
- Lekker Windje
- Lentebeelden
- Les Bleus
- Let's talk about sex
- Leuven hulp
- Leven... en laten leven
- Lichtpunt
- Lijst Debecker
- Link
- Lion Country
- Little Britain
- Loft (miniserie naar de film)
- Login
- Lotto- en Joker+-trekking
- Los zand
- Loslopend wild (& gevogelte)
- Lost Luggage
- Luchthaven 27/4

## M
- M/V/X
- Made in Belgium
- Magazinski
- Mag ik u kussen?
- Magister Maesius
- Man bijt hond
- Manneken Pis
- Mannen op de Rand van een Zenuwinzinking
- Margriet
- Married single other
- Marsman
- Meerkat Manor
- Meesterchef
- Meester, hij begint weer!
- Meester Vanneste
- Mercator
- Meneer Doktoor
- Met voorbedachten rade
- Met zicht op zee
- Mijn 5000 vrienden
- Mijn goesting
- Mijn moeder
- Mijn vader
- Midas
- Mik, Mak en Mon
- Misdaaddokters (2019)
- Missie medaille
- Mobiele mensen
- Moet Kunnen
- Morgen Beter
- Morgen Maandag
- Music industry awards
- MVP

## N
- Nacht van de Koningin
- Nachtschade
- Nachtwacht
- Napels Zien
- Neveneffecten
- Niet tevreden stem terug
- Niet Vergeten
- Niet voor publikatie
- Niets gaat over
- Nieuw Texas
- Nieuwe Maandag
- Nooitgedacht
- Normale mensen
- NV De Wereld

## O
- Oei!
- Oei! Jacques
- Olalala
- Ombudsjan
- Ombudsman
- Ommekaar
- Onder vuur
- Ontdek de ster
- Onverwacht
- Onvoorziene Omstandigheden
- Ooit komt het goed
- Ook getest op mensen
- Op de Koop Toe
- Op de man af
- Op gelijke voet
- Op weg met Jan
- Oud België
- Outback Wrangler
- Over 5 jaar
- Over eten
- Over leven

## P
- Pak de Poenshow
- Pano
- Panorama
- Patrick Lefevere. Godfather van de koers
- People of Tomorrow
- Per Seconde Wijzer
- Personal Upgrade
- Peter Live
- Phara
- Planeet Kuifje
- Plankenkoorts
- Poirot
- Politie 24/7 (2018)
- Pop up live
- Première
- Procureurs (2020)
- Professor T. (2015-2018)
- PVBA Elektron

## Q
- Quix
- Quiz Me Quick

## R
- Rad der Fortuin
- Rang 1
- Rare streken
- Raymond Blanc's Kitchen Secrets
- Ray Mears' Northern Wilderness
- Recht op Recht
- Reizen Waes
- Restaurant Misverstand
- Reyersdijk
- Reyers laat
- Rhodes Across Italy
- Rigoletto
- Rip
- Rond de Noordzee
- Rondomons
- Rosa
- Rugby Sevens, de weg naar Parijs 2024

## S
- Saar in het bos
- Salamander
- Sam
- Samson en Gert
- Schalkse Ruiters
- Schermen
- Scheire en de schepping
- Schipper naast Mathilde
- Schoolslag
- Scott & Bailey
- Sea Patrol
- Secret of Everything
- Secrets
- Sedes & Belli
- Simply Italian
- Sing that song
- Sleutelgat
- Slisse & Cesar
- Something Els
- Sorry voor alles (2016-heden)
- Speel op Sport
- Spel zonder grenzen
- Spike
- Spoed 24/7 (2016-heden)
- Sportweekend
- Sport/vrouw
- Sporza docu
- Spraakmakers
- Sprookjestheater
- Stars for Life
- Steracteur Sterartiest
- Sterrenwacht
- Stille Waters
- Strafpleiters (2017)
- Strafrechters (2021)
- Studio 1
- Superjan
- Switch

## T
- T. (2015-2018)
- Taboe
- Tartufo
- Taxi Vanoudenhoven
- Ten oorlog (2013, 2015-2016)
- Terloops
- Terzake
- Terug naar Oosterdonk
- Terug naar Siberië
- The Big5 van Europa
- The Man Who Cycled the Americas
- The One Man Show
- The Pacific
- The Palace
- The Spiral
- The Tudors
- Therapie (2019)
- Thuis (1995-heden)
- Tien voor Taal
- Tienerklanken
- Tik Tak
- Tip en Tap
- Tip Top
- Tom & Harry
- Tomtesterom
- Top Gear
- Topscore
- Topstarter
- Tot aan de maan en terug
- Tour ..., Vive le vélo
- Tournée Générale
- Tripties
- Tropic of Cancer
- Tropic of Capricorn
- Trommels en trompetten
- TV-Touché
- Tv.Gasten
- Twee tot de zesde macht
- Twee zomers
- Typisch Chris
- Tytgat Chocolat (2017)

## U
- U Hoort Nog Van Ons
- Uit het leven gegrepen: Kaat & co, of kortweg Kaat & co
- Uit het leven gegrepen 16+
- Undercover
- Urbain

## V
- Van algemeen nut (2018)
- Van Pool tot Evenaar
- Vakantiejob
- Van Gils & gasten (2015-2019)
- Van Gogh; een huis voor Vincent
- Van vlees en bloed
- VDB. Ik ben God niet
- Verborgen Verleiders
- Via Annemie
- Via Vanoudenhoven
- Via Via
- Villa Politica
- Villa Vanthilt
- Viva Victoria
- Vive la vie!
- Vive le vélo
- Vlaams en Goed
- Vlaanderen sportland
- Vlaanderen Vakantieland
- Vliegende Start
- Voetzoeker
- Volle Maan
- Volt
- Voorbij de grens
- Voor altijd kampioen!
- Voor hetzelfde geld
- Vranckx
- Vranckx in Niemandsland
- Vrede op aarde
- Vriend of Vijand
- Vriendinnen
- Vroeger of later?
- Vrolijk Vlaanderen
- Vuurzee

## W
- W817
- W@=D@
- Wachtwoord
- Wauters vs. Waes
- We are family
- We are from Belgium
- We gaan nog niet naar huis
- We're Going to Ibiza
- Wedding day
- Wie wil U kussen?
- Wij, Heren van Zichem
- Wijlen de Week
- Wikken en Wegen
- Wild Russia
- Wild Wales
- Windkracht 10
- Windkracht 10: Koksijde Rescue (miniserie naar de film)
- Willy's en Marjetten
- Wit Down Under
- Wit in Vegas
- Witte Raven
- Witse
- Wolven
- Wonen.tv

## X
- Xenon
- X-treem

## Z
- Zalm voor Corleone
- Zeker Weten
- Zeg eens euh!
- Zie mij graag
- Ziggurat
- Zinzen
- Zo is er maar één
- Zomer ...
- Zomerkuren
- Zonde van de zendtijd
- Zonnekinderen
- Zoo of love
- Zorgen voor mama
- Zo Vader, Zo Zoon
- Zwerfroute